# شیلات ایران
خط ساحلی طولانی توأم با اقلیم متنوع مناسب آبزی‌پروری در خشکی، ایران را تبدیل به بزرگترین کشور شیلات و ماهیگیری در منطقه کرده‌است. شیلات در ایران بر سه قسم است: شیلات جنوب، شیلات شمال، و شیلات و آبزی‌پروری داخل خشکی.
در استان‌های خزری شرایط زندگی و بوم‌شناسانه بسیار متفاوت از نواحی ساحلی جنوب است، از جمله وفور قوت غالب اهالی از جمله برنج (قوت غالب اصلی)، ماکیان، محصولات لبنی و شیلات. شیلات نه تنها تأمین کننده بخش زیادی از نیازهای پروتئینی مردم است بلکه از دیرباز در تاریخ کشور در مواقع وجود پایداری سیاسی و کنترل مرکزی منبع درآمدی قابل توجه بوده.

## پیشینه
تا پیش از نیمه دوم قرن نوزدهم که اتباع روس، به تشویق و پشتیبانی سیاست توسعه طلبانه روسیهٔ تزاری به‌طور فزاینده در فعالیتهای صیادی ساحلی و رودخانه‌ای در استانهای خزری ایران درگیر شدند، خصوصاً هنگامی که خانواده روسی ارمنی لیانوزوف وارد صحنه شد، هیچ سازمان واقعی شیلاتی در ایران وجود نداشت. در دوره قاجار، به‌طور سنتی، اگر هرگز صیادی عمده در آن استانها اجاره داده شده باشد، از فرمانداران محلی به کارآفرینان خصوصی بی‌توجه به حجم و ترکیب ماهیان صید شده، به یک مبلغ کلی سالیانه اجاره داده می‌شد.
در دوران سلطنت محمدشاه قاجار، صدراعظم وقت، حاجی میرزا آغاسی بهره‌برداری از آبزیان دریای خزر را، در قبال دریافت اجاره بهایی معادل ۶۵۰۰ تومان در سال، به یکی از اتباع روسیه تزاری به نام عبدل واگذار کرد. به همین جهت پیمان مربوط به اعطای این امتیاز، پیمان عبدل خوانده شد.
میرزا تقی خان امیرکبیر که چند سال بعد به صدارت رسید، به لغو پیمان عبدل کمر بست و آن را در حدود سال ۱۲۶۵ هجری قمری لغو کرد و بهره‌برداری از آبزیان دریای مازندران و رودخانه‌های بین آستارا و اترک را به مدت چهار سال به میرزاابراهیم خان دریابیگی واگذار کرد. امّا میرزا ابراهیم خان دریابیگی دارای خویشاوندانی با تابعیت روسیه تزاری بود و دولت روسیه همین مسئلهٔ تابعیت را دستاویز و انگیزهٔ مداخلات گوناگون می‌کرد. در مقابل، امیرکبیر، تأخیر میرزا ابراهیم خان را در پرداخت نخستین قسط اجاره‌بها بهانه ساخت و به لغو پیمان موسوم به میرزا ابراهیم خان دریابیگی اقدام کرد.

### لیانازوف‌ها
پس از امیرکبیر امتیاز شیلات دریای مازندران باز هم به خارجی‌های دیگری واگذار شد تا اینکه سرمایه‌داری از ارامنه روسیه به نام استپان لیانازوف که امتیاز شیلات حاجی طرخان را در شمال دریای خزر در دست داشت، متوجه کرانه‌های جنوبی دریای مازندران شد و پس از آزمایشی یکساله در دوازدهم ژوئن ۱۸۷۶ میلادی (۲۲ خرداد ۱۲۵۵ خورشیدی) امتیاز صید ماهی «حرام» در آب‌های ایران را از دولت وقت ایران گرفت. این امتیاز تنها شامل ماهیهای «حرام» می‌شد و ماهیهای «حلال» به ماهیگیران محلی تعلق داشت اما ارزشمندترین کالای دریای خزر، خاویار بود که از ماهی «حرام» به دست می‌آمد.
پس از استپان لیانازف، امتیاز شیلات شمال به فرزندانش به ارث رسید. دولت ایران با آنان در سال ۱۲۷۲ خورشیدی (۱۸۹۳ میلادی) قرارداد اجاره‌ای بست که در سالهای ۱۲۷۵ (۱۸۹۶) و ۱۲۸۵ (۱۹۰۶) تمدید شد. مدت آخرین تمدید، بیست سال قمری و موعد سررسید آن، سال ۱۳۰۴ خورشیدی بود. در سال ۱۲۸۵ شاهزاده عین‌الدوله صدراعظم ایران در قراردادی که با برادران لیانازف امضا کرد، در ازای دریافت پیشاپیش چهار سال اجاره‌بها، حق فسخ یکجانبه اجاره را از دولت ایران سلب کرد.
در دوران جنگ جهانی اول، به سبب شرایط جنگی و انقلاب و تحولات روسیه، لیانازف‌ها نتوانستند اجاره را بپردازند. پس از استقرار اتحاد شوروی و روی کار آمدن نظام تازه در روسیه، دولت شوروی همه قراردادهایی را که در زمان تزاری با دولت ایران امضا کرده بود، لغو کرد. حسین علاء (علاءالسلطنه) وزیر فوائد عامه ایران نیز فرصت را غنیمت شمرد و اجاره شیلات شمال به لیانازف‌ها را به علت نپرداختن حق‌الاجاره لغو کرد. لیانازف‌ها به شکایت و دادخواهی نزد اولیای دولت ایران پرداختند تا اینکه در زمان نخست‌وزیری قوام‌السلطنه در سال ۱۳۰۰ کمیسیونی مرکب از حاجی محتشم‌السلطنه اسفندیاری و چند وزیر دیگر تشکیل شد و تصمیم گرفت شکایت لیانازف‌ها را به حکمیت هیئتی پنج نفره بسپارد. برادران لیانازف هر کدام دو نماینده در این هیئت داشتند و دولت ایران را ذکاءالملک فروغی رئیس دیوان عالی تمییز در این هیئت نمایندگی می‌کرد.
برادران لیانازف استدلال کردند که بر اساس قرارداد، دولت ایران حق فسخ یکجانبه اجاره را نداشته و حتی در صورت نپرداختن اجاره‌بها، می‌بایستی ششصد هزار فرانک جریمه می‌گرفته نه اینکه کلا قرارداد را فسخ کند. مضاف بر اینکه تأخیر در پرداخت اجاره‌بها، نه به اختیار، که به علت انقلاب در روسیه و ممنوعیت نقل و انتقال نقدینگی در روسیه بوده‌است. هیئت داوران پس از چند جلسه حکمیت رأی داد که دولت ایران حق لغو اجاره را نداشته‌است. همچنین در تجارتخانه طومانیانس سندی به تاریخ سپتامبر ۱۹۱۷ (شهریور - مهر ۱۲۹۶) ثبت بود که در مکاتبه با خزانه‌داری کل ایران، آمادگی برادران لیانازف در پرداخت بیست هزار لیره اجاره‌بهای سال بعد اعلام شده بود. همچنین در اول ژانویه ۱۹۱۸ (یازدهم دی ۱۲۹۶) برادران لیانازف در نامه‌ای به وزارت مالیه ایران خواهان مهلت برای پرداخت اجاره‌بها شده بودند. این درخواست‌ها بی جواب مانده بود. لیانازف‌ها همچنین به علت چهار سال محرومیت از ماهیگیری و توقیف تجهیزاتشان، خواهان دریافت خسارت شدند.
هیئت داوران این استدلال برادران لیانازف را پذیرفت و حکم داد که دولت ایران حق لغو قرارداد با آنان را نداشته‌است. برای جبران خسارت نیز رأی داد که دولت ایران قرارداد تازه‌ای با لیانازف‌ها ببندد که مدت آن کمتر از هفت سال نباشد تا خسارتی که دیده‌اند از محل درآمدی که کسب می‌کنند، جبران شود. لیانازف‌ها خواهان قرارداد بیست ساله شدند و دولت به بیشتر از چهارده سال رضایت نمی‌داد تا اینکه سرانجام، به رأی هیئت داوران تصمیم گرفته شد که طول قرارداد اجاره، پانزده سال باشد.

### کمپانی مختلط ایران و شوروی
اما قراردادی با لیانازوف‌هابسته نشد. پیش از رأی هیئت داوران، دولتهای ایران و شوروی در هفتم اسفند ۱۲۹۹ با یکدیگر «عهدنامه مودت» امضا کرده بودند که ماده چهارده آن مقرر می‌کرد که این دو دولت باید بر سر شیلات دریای خزر با یکدیگر به توافقاتی برسند. تعارض میان این عهدنامه و رأی هیئت داوران در مورد قرارداد با برادران لیانازف به کشاکشی سیاسی انجامید و نمایندگان جناح اکثریت مجلس دولت را زیر فشار می‌گذاشتند که با به اجرا درنیاوردن مفاد عهدنامه مودت، کشور را از منافع تجارت با شوروی محروم می‌سازد. فشار بر دولت تا آنجا پیش رفت که سید حسن مدرس دولت مستوفی‌الممالک را استیضاح کرد و باعث سقوط این دولت شد.
با روی کار آمدن رضاخان سردارسپه به عنوان نخست‌وزیر، تصمیم گرفته شد دولت ایران دارایی برادران لیانازف را بابت اجاره‌بهای عقب افتاده شان تملیک کند و با دولت شوروی معامله شود. قراردادی با دولت شوروی برای تشکیل «کمپانی مختلط ایران و شوروی» بسته شد. این شرکت صاحب امتیاز صید ماهی «حرام» در جنوب دریای خزر به مدت ۲۵ سال می‌شد و دارایی تجارتخانه برادران لیانازف به مالکیت آن درمی‌آمد. طبق قرارداد، نیمی از سرمایه به دولت ایران و نیم دیگر به دولت شوروی تعلق می‌گرفت. چون شورویها در سالهای پیش از عقد این قرارداد در جنوب دریای خزر ماهی می‌گرفتند، قرار شد برای تأمین سرمایه ایران، دولت شوروی ۱۵۰ هزار تومان بابت صید سه سال پیش از عقد قرارداد بپردازد. بخش دیگر سرمایه نیز از آن بخش از دارایی برادران لیانازوف تأمین شود که به مالکیت دولت ایران درآمده بود. بخش دیگری از دارایی لیانازوفها را دولت شوری تملیک کرد.
بنابر قرارداد، دولت شوروی باید سالیانه هشتاد هزار تومان به اضافه پانزده درصد از درآمد خالص «کمپانی مختلط» را به ایران می‌پرداخت و هر سودی هم که سالیانه نصیبب شرکت می‌شد، به تساوی میان دولتهای ایران و شوروی تقسیم می‌شد. دفتر مرکزی شرکت در تهران و اعضای هیئت مدیره آن شش نفر تعیین شدند (سه نفر از ایران، سه نفر از شوروی). اداره بخشهای فنی و تجارتی و بهره‌برداری از شیلات به عهده متخصصان شوروی بود. این قرارداد پس از به پادشاهی رسیدن رضاشاه در نوزدهم بهمن ۱۳۰۴ به صورت لایحه‌ای یک فوریتی در مجلس شورای ملی طرح شد. سید حسن مدرس در وصف این قرارداد گفت:

«این شرکت همان شرکتی است که دو برادر مال پدرشان را قسمت کردند. یکی گفت آن استر چموش لگدزن از آن من، آن گربه براق معوکن از آن تو».

اما این کمپانی تا یک سال و نیم بعد که علیقلی انصاری وزیر امورخارجه ایران قرارداد شیلات را با لو کاراخان قائم‌مقام وزارت خارجه شوروی امضا کرد، تشکیل نشد. این قرارداد که در هشتم مهر ۱۳۰۶ در مسکو امضا شد، در واقع تأیید همان توافق قبلی برای تشکیل کمپانی بود، مضاف براینکه حداکثر سرمایه کمپانی را سه میلیون تومان تعیین می‌کرد و حاوی جزئیات بیشتری در خصوص دارایی و نحوه اداره کمپانی بود. دولت شوروی همچنین همه دعاوی اتباع ایران علیه برادران لیانازوف را به گردن می‌گرفت.
مدیر عامل شیلات در آغاز از طرف شوروی تأمین شد. در سال ۱۳۱۰ طرفین توافق کردند تا ده سال بعد هم مدیرعامل را شوروی تعیین کند و پس از آن، مدیرعامل ایرانی باشد. اما پس از سررسیدن ده سال، با ورود ارتش شوروی به ایران، طرف شوروی هر ساله خواستار آن شد که مدیرعامل را آن‌ها تعیین کنند و این خواسته هر ساله تمدید شد و تا آخر ادامه یافت.

## ملی شدن شیلات
موعد ۲۵ ساله قرارداد «کمپانی مختلط ایران و شوروی» در سال ۱۳۳۱ به سر آمد. گرچه دولت شوروی تلاش‌ها و رایزنی‌های بسیاری برای تمدید قرارداد کرد، امّا سرانجام با تلاش و پی‌گیری‌ها برخی رجال ایران همچون میرزا احمدعلی خان سپهر (مورخ الدوله سپهر)، که در آن زمان ریاست هیئت مدیره شرکت شیلات ایران و شوروی را عهده‌دار بود، و همچنین نخست‌وزیر وقت ایران،  محمد مصدق، در دوازدهم بهمن ۱۳۳۱ صنعت ماهی و شیلات ایران برای همیشه ملی اعلام شد.

## شیلات در سال‌های اخیر
ملی شدن صنعت ماهی و شیلات ایران یا ملی شدن شیلات، در روز ۱۲ بهمن سال ۱۳۳۱ خورشیدی و در دوران  محمد مصدق به وقوع پیوست. این اتفاق به ده‌ها سال غارت منابع ملی ایران در عرصه شیلات توسط همسایه شمالی این کشور، روسیه و بعد اتحاد جماهیر شوروی خاتمه داد. بنابر آمارهای موجود، ایران هر ساله در صنعت ماهیگیری رشد چهار درصدی دارد و این حاکی از اهمیت این صنعت در رونق اقتصادی کشور است. با توجه به بحران آب در کشور، پیگیری برنامه‌های توسعه شیلات را بر استفاده از آب شور پایه‌گذاری می‌کنند. بعضی از کشتی‌های ماهیگیری بزرگ و مجهز به کارخانه‌های شناور تهیه ماهی تبدیل شده‌اند.
در راستای ایجاد اشتغال و توانمندسازی مردم کشور به ویژه در نواحی کم برخوردار در سال ۹۹ سه رویداد ملی توسط بنیاد برکت رقم خورده‌است. یکی از این رویدادها، دریای برکت جهت اشتغال زایی در حوزه آبزیان در دستور کار قرار گرفته‌است. «چرا که بسیاری از مرزهای کشور را مرزهای آبی تشکیل داده‌اند و درکشور تعداد زیادی سد واب بند وجوددارد که باعث می‌شود کشور از پتانسیل بالایی برخوردار باشد.»